# 威斯康星領地
威斯康星領地（英語：Wisconsin Territory）是美國歷史上的一個合併建制領土，存在於1836年7月3日至1848年5月29日之間。領地的首府最初設在貝爾蒙特，後搬遷至麥迪遜。威斯康星領地的範圍最初包括威斯康星州、明尼蘇達州、愛荷華州全境和南達科他州及北達科他州的東部地區，1838年領地西部地區獨立為愛荷華領地。1848年升格為美國第30個州威斯康星州。